# Navistar 7000
Navistar 7000 представляет собой линейку военных грузовиков, основанных на шасси грузовика WorkStar компании Navistar International и производимых компанией Navistar Defense. Доступен с различными конфигурациями колёс (4×2, 4×4, 6×4 и 6×6) и двигателя. 
В 2005 году армия США заказала 2900 грузовиков серии 7000-MV для Афганской национальной армии и министерства обороны Ирака, а в 2008 году поступил дополнительный заказ на ещё 7000 единиц.

## Операторы
- Афганистан

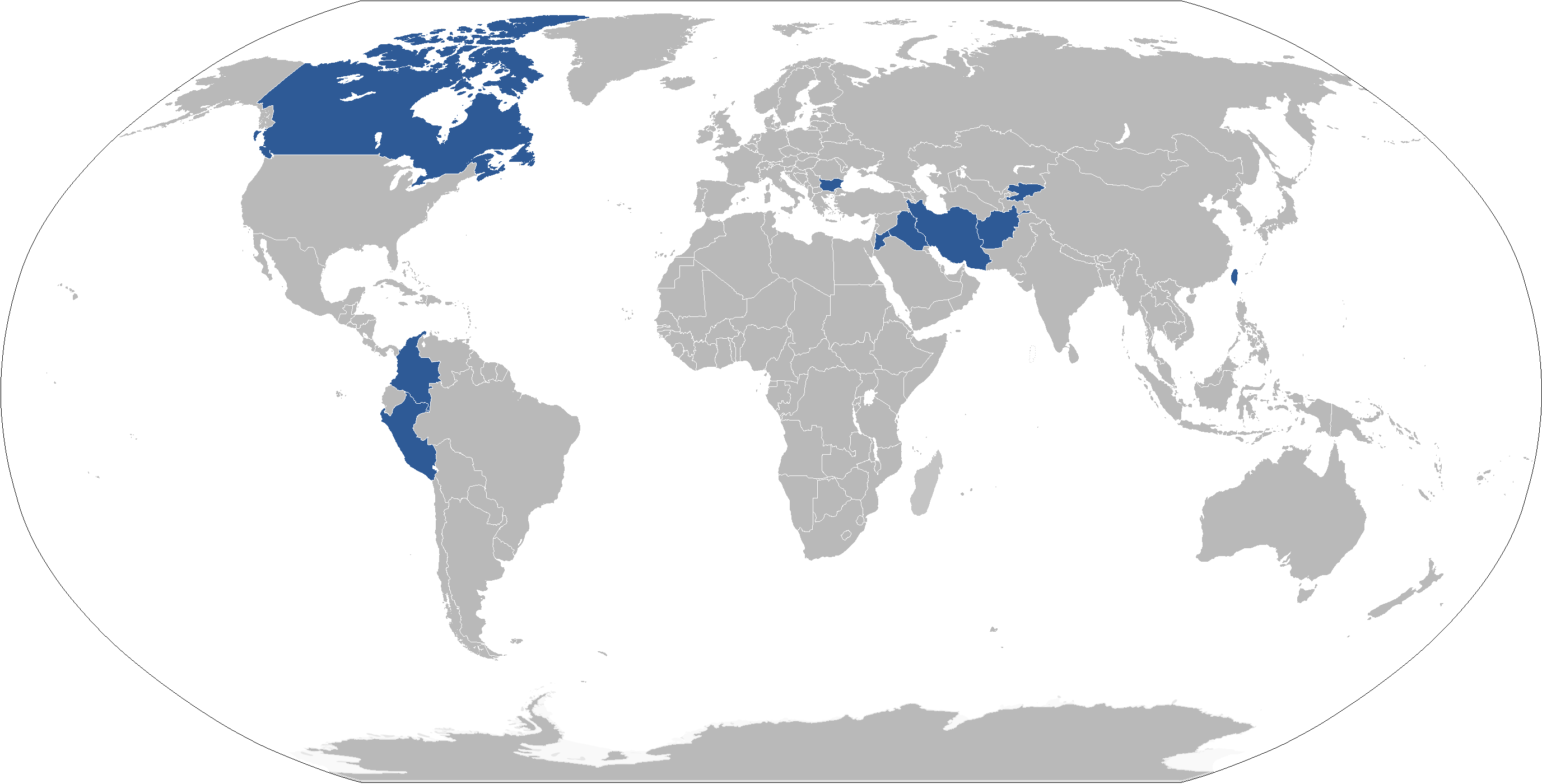
Карта с операторами грузовиков серии Navistar 7000. Операторы отмечены синим цветом

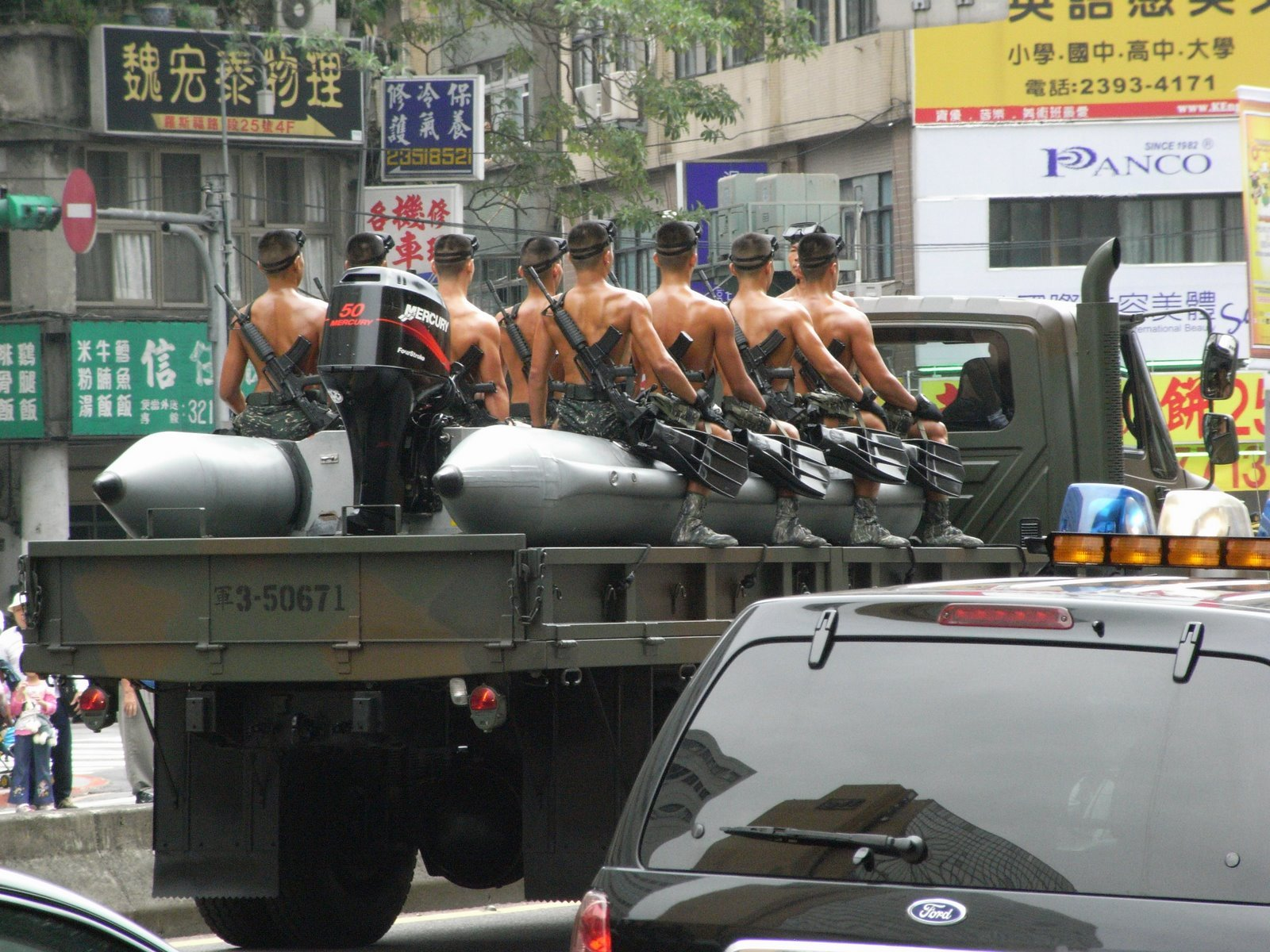
Navistar 7400 на параде Корпуса морской пехоты Китайской Республики

  - Вооружённые силы Исламской Республики Афганистан
  - Афганская национальная полиция
- Болгария
  - Военно-воздушные силы Болгарии[3][4]
- Канада[5][6]
- Колумбия
  - Морская пехота Колумбии[7]
  - Военно-морские силы Колумбии[8]

- Иран
  - Армия Ирана[9]

- Ирак
  - Вооружённые силы Ирака[10][11][12][13]
- Иордания
  - Вооружённые силы Иордании[14]
- Кыргызстан
  - Вооружённые силы Киргизии[15]
- Китайская Республика
  - Сухопутные войска Китайской Республики[16]
  - Корпус морской пехоты Китайской Республики[16]
- Перу
  - Армия Перу
- Украина
  - Армия Украины